# 温家宝
温家宝（1942年9月15日—），天津人，中国共产党、中华人民共和国前政治人物及地质学家，原正国级领导人。1965年4月加入中国共产党，1967年9月参加工作，本科与硕士毕业于北京地质学院（现中国地质大学），为第十五届中共中央政治局委员，十六、十七届中共中央政治局常委，并曾出任中华人民共和国国务院副总理（1998—2003）、总理（2003—2013）等职务，是胡锦涛执政时期的中央人民政府首脑。
温家宝出生于天津，曾就读于天津市南开中学，1960年考入北京地质学院地质构造专业学习，1968年研究生毕业后赴甘肃省地质局从事地质力学勘探等工作，后进入领导岗位，官至甘肃省地质局副局长。1982年，上调国家地质矿产部，从事政策法规研究工作并在之后升任该部副部长。1985年，乘中国国内干部“四化”之东风，被发掘进入中共中央机关工作，担任中共中央办公厅副主任并在不久后升任主任。1987年，在中共十三大上当选为中共中央書記處候補書記，成为党和国家领导人，并被任命领导中央直属机关工委工作。1992年于中共十四大上，当选为中央政治局候补委员兼中央書記處書記，开始参与中央的经济和农业工作并广泛赴地方调研。1997年中共十五大，当选为中共中央政治局委员兼中央书记处书记。1998年，当选为国务院副总理，进入中央政府，在朱镕基内阁中分管农业和金融等工作。副总理任内，曾赴湖北前线指挥应对1998年长江特大洪水灾害。
2002年11月，在中共十六大上當選为排名第三的政治局常委，仅次于总书记胡锦涛和全国人大常委会委员长吴邦国，进入国家权力中枢，成为胡温体制的主要成员。2003年3月，当选为国务院总理，在中共中央总书记胡锦涛主政下全面领导政府工作。在此期间，温家宝还曾兼任中央机构编制委员会、国家国防动员委员会、国家能源委员会主任，中共中央财经领导小组副组长，国务院西部地区开发领导小组组长等职。2008年3月，获得连任，至2013年3月兩屆总理任期屆滿後退休，由李克强繼任。温家宝在总理任内曾亲自参与组织或处置过SARS事件、汶川地震、北京奥运会、2007-2008年环球金融危机、青海玉树地震、上海世博会、甘肃舟曲特大泥石流、广州亚运会等重大活动及事件。
夫人张培莉，从事珠宝领域工作。两人有一子一女。卸任退隐后，曾整理出版过《温家宝地质笔记》、《温家宝谈教育》等书籍。温家宝爱好运动，擅长篮球，曾經是学校篮球队员。

## 生平

### 早年经历
1942年，温家宝出生於天津市北辰區宜兴埠镇溫家胡同8號的住所中。他出身于教育世家，其祖父温瀛士是民国时期教育家，曾开办学校并任校长。父亲温刚及母亲杨秀安（曾用名杨志云）亦均为中小学教员。温家宝年少时曾上过祖父办的私立小学，后来搬至天津市内后就读鼓楼西小学。1954至1960年就读于天津市南開中學，毕业后考入北京地质大学，1965年4月在校期間加入中國共產黨，积极参加了地质学院造反派组织“地院东方红”。温家宝打篮球、乒乓球等惯用左手。
1967年9月参加工作。1968年赴甘肃，相继任省地质局地质力学队技术员、政治干事、队政治处负责人、队党委常委及副队长。1979年起，历任甘肃省地质局副处级干部、工程师和副局长，逐渐进入政界开始担任领导职务。
1982年，乘国家干部“四化”之东风，经时任国家地质矿产部部長孫大光举荐，赴京担任地矿部政策法规研究室主任，后升任地矿部副部长、党组副书记及政治部主任，成为省部级干部。

### 进入中央
1985年春天，温家宝作为党工干部，在中共中央总书记胡耀邦任内出任中共中央办公厅副主任；一年后，接替王兆国晋升为主任进入中共中央高层，任内历经胡耀邦、赵紫阳、江泽民三任总书记。1987年，45岁的温家宝在中共十三屆一中全會上當選中共中央书记处候补书记，成為黨和國家領導人。1992年中共十四大以後温家宝先后以中共中央政治局候补委员、中央书记处书记的身份，仍兼任中央办公厅主任、及中央直属机关工委书记。

### 六四事件
1989年5月，部分学生于天安门前开始绝食抗议。5月19日凌晨4时许，温家宝以中共中央办公厅主任的身份，陪同时任中共中央总书记的赵紫阳到天安门广场要求学生停止绝食活动。据《李鹏六四日记》记载，在李鹏当晚宣布戒严时，温家宝表态支持中央的决定。学运不久后演变为六四事件，赵紫阳因为在这场学生运动中的表现受到了党内谴责并被撤职；而温家宝并没有受到影响，继续担任中央办公厅主任直到1993年。1992年10月，温家宝在中共十四届一中全会上当选中共中央政治局候补委员和中央书记处书记，1993年，开始负责农业和农村工作，出任中央农村工作领导小组副组长，成为两任组长朱镕基和姜春云的副手。

### 第九届副总理任期（1998-2003）
1997年，温家宝在中共十五届一中全会上当选中共中央政治局委员、連任中央书记处书记。1998年在朱镕基任职总理期间，出任主管农业和金融工作的国务院副总理、中央金融工委书记、中央农村工作领导小组组长；主管农业、金融、科学技术、防汛救灾、城镇建设等工作。1998年中国水灾，时任副总理的温家宝担任国家防汛抗旱总指挥部总指挥在湖北前线抗灾。2002年11月，在中共第十六届一中全会上，60岁的温家宝当选中共中央政治局常委（排名第三），进入最高领导层，2007年10月获得连任。2003年3月，在第十届全国人大第一次会议上，被任命为国务院总理；2008年3月，获得连任。此外，还曾兼任中央机构编制委员会、国家国防动员委员会、国家能源委员会主任，中共中央财经领导小组、国务院西部地区开发领导小组组长等职。

### 第十届总理任期（2003-2008）
2003年3月，第十届全国人民代表大会第一次会议上，温家宝被任命为国务院总理。正值SARS事件期间，温家宝主持国务院进行救灾抢救。其曾亲自访问过当时被视为重灾区的香港淘大花园E座以及一些病人。2003年，温家宝推行国家宏观调控政策，收拢土地放贷，抬高土地价格。他颁布国务院18号文件《国务院关于促进房地产市场持续健康发展的通知》将房地产业规划成“支柱产业”，导致中国房地产泡沫滋长，仅仅几年内，房价暴涨5到10倍。截至2009年年底，北京、上海等一线城市的均价已从其初任上的4,000元左右涨到了2万人民币一平米。

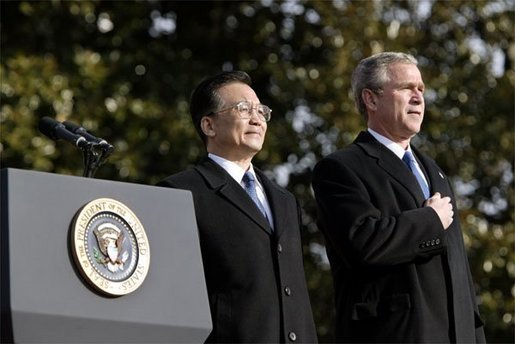
2003年12月，温家宝与美国总统小布什在华盛顿白宫。

2004年1月23日，温家宝正式批准了中国探月工程。2004和2005年，全国范围出现“电荒”现象，之后温家宝采取了措施，最终“电荒”现象有所缓解。2005年，中华人民共和国国务院颁布了《国务院关于鼓励支持和引导个体私营等非公有制经济发展的若干意见》（即“非公有制经济三十六条”），保护及支持非公有制经济。2005年温家宝访问印度，宣布与印度建立“面向和平与繁荣的战略伙伴关系”。应温家宝邀请，印度总理辛格于2008年1月回访中国。

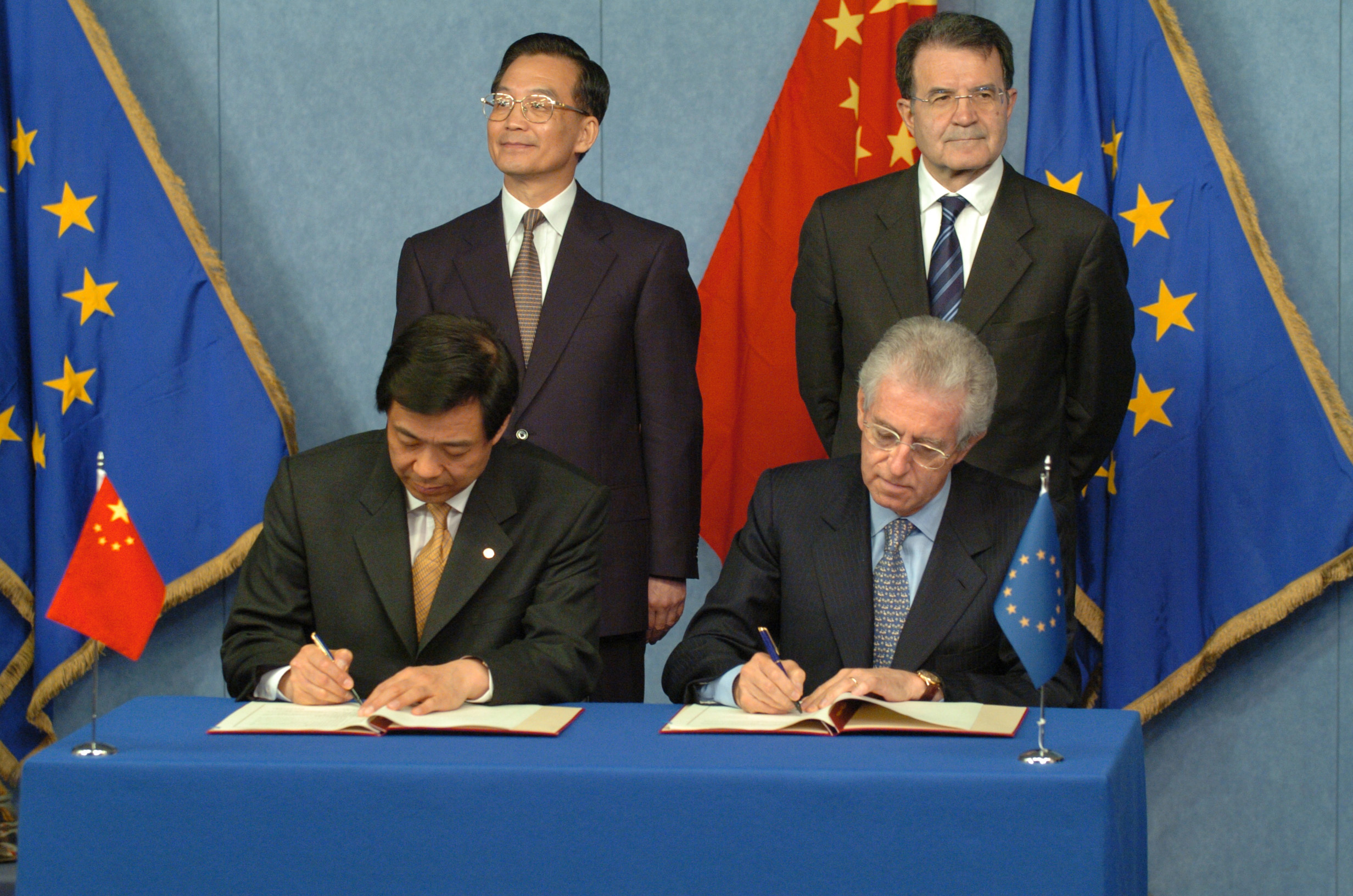
2004年5月，温家宝在比利时布鲁塞尔欧盟总部与欧盟委员会主席普罗迪见证签署文件。

温家宝就任总理以后，对中国经济制定、修改了大量政策，其中包括取消农业税；并将农业生产回归首要支柱地位。自2004年至2009年，中央一号文件连续六次聚焦农业发展与农村改革。2006年，国务院在全国范围内免除农业税，并在贫困地区推行免费义务教育及相应农村改革。然而，温家宝当政时期，中国大陆的物价在不断上涨，但粮价一直保持平稳，一斤小麦的价格还不如矿泉水值钱，即便中国国务院有粮食直补政策，但农药化肥等农资价格的飙升使农民很少能从直补政策和免税政策中受益。

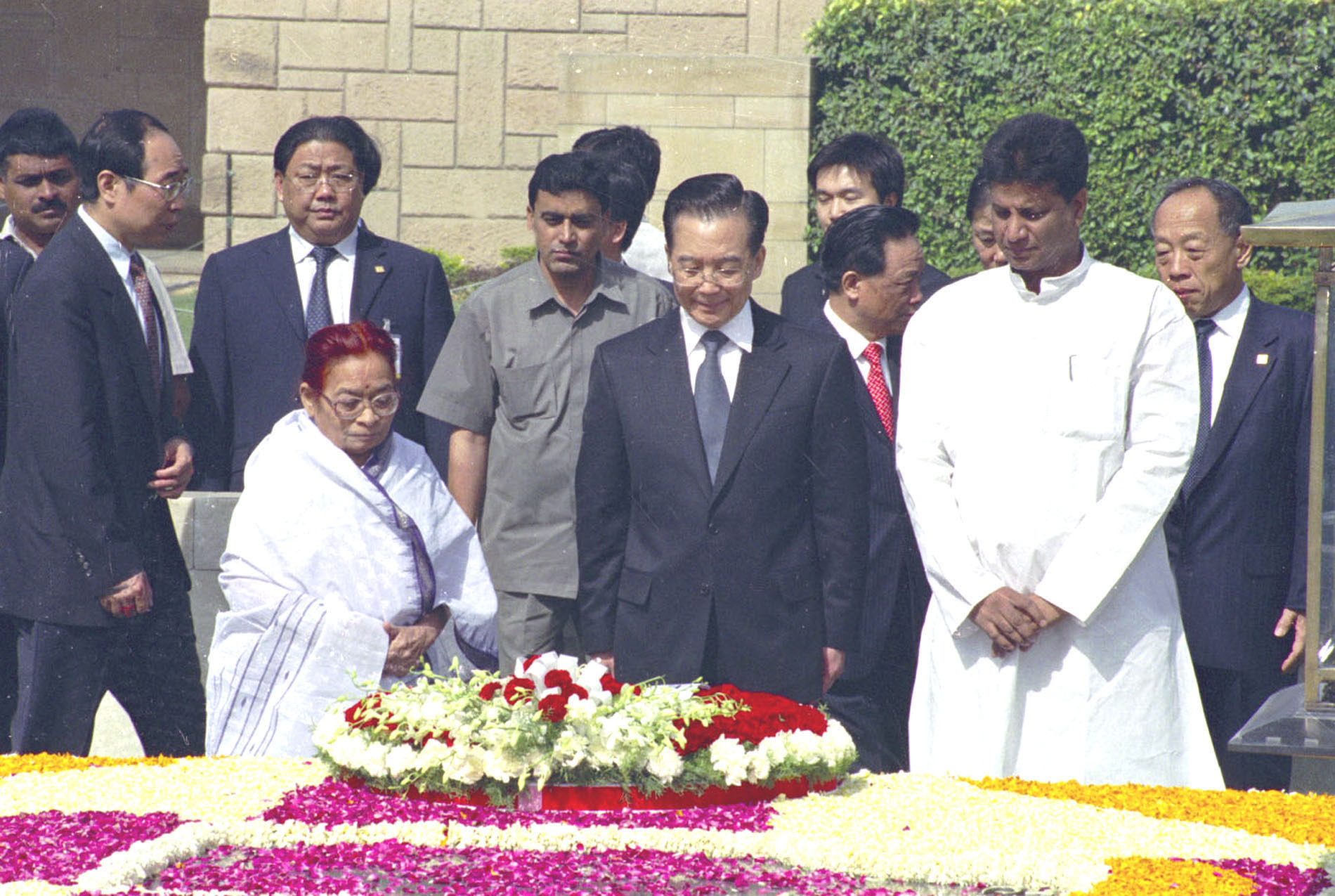
2005年4月，温家宝在印度新德里参拜纪念甘地陵墓。

2006年，温家宝就任国务院总理期间，借“违规动用社保基金投资”为名罢免并惩处了时任中共上海市委书记陈良宇，并宣称“社保基金是高压线”。2007年，国务院将社保基金投入目前高速红利中的京沪高铁，试点成功，并以此推广。在成功扳倒陈良宇之后，温家宝的经济政策才勉强走得出中南海，然而地方势力过于庞杂，利益集团相互交织，多数改革未得到落实。

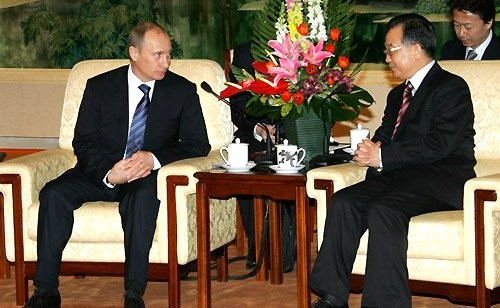
2006年11月，温家宝在北京会见俄罗斯总统普京。

2007年2月26日，新华社发表以他个人名义署名的《关于社会主义初级阶段的历史任务和我国对外政策的几个问题》的5000字政策性宣示文章，指出“科学、民主、法制、自由、人权，并非资本主义所独有，而是人类在漫长的历史进程中共同追求的价值观和共同创造的文明成果。”但遭到全国政协副主席、社科院院长陈奎元在社科院改革座谈会上的批评。2007年4月10日至13日，他到日本进行国事访问，是次行动被称为“融冰之旅”，并在日本立命馆大学切磋棒球技艺，发表了中日两国承认彼此为“战略互惠”关系的联合新闻公报，并首次与明仁天皇进行会谈。2007年10月，温家宝当选为第十七届中共中央政治局常委。2008年中国南方雪灾期间，温家宝数度前往灾区慰问并指导抢险救灾工作。

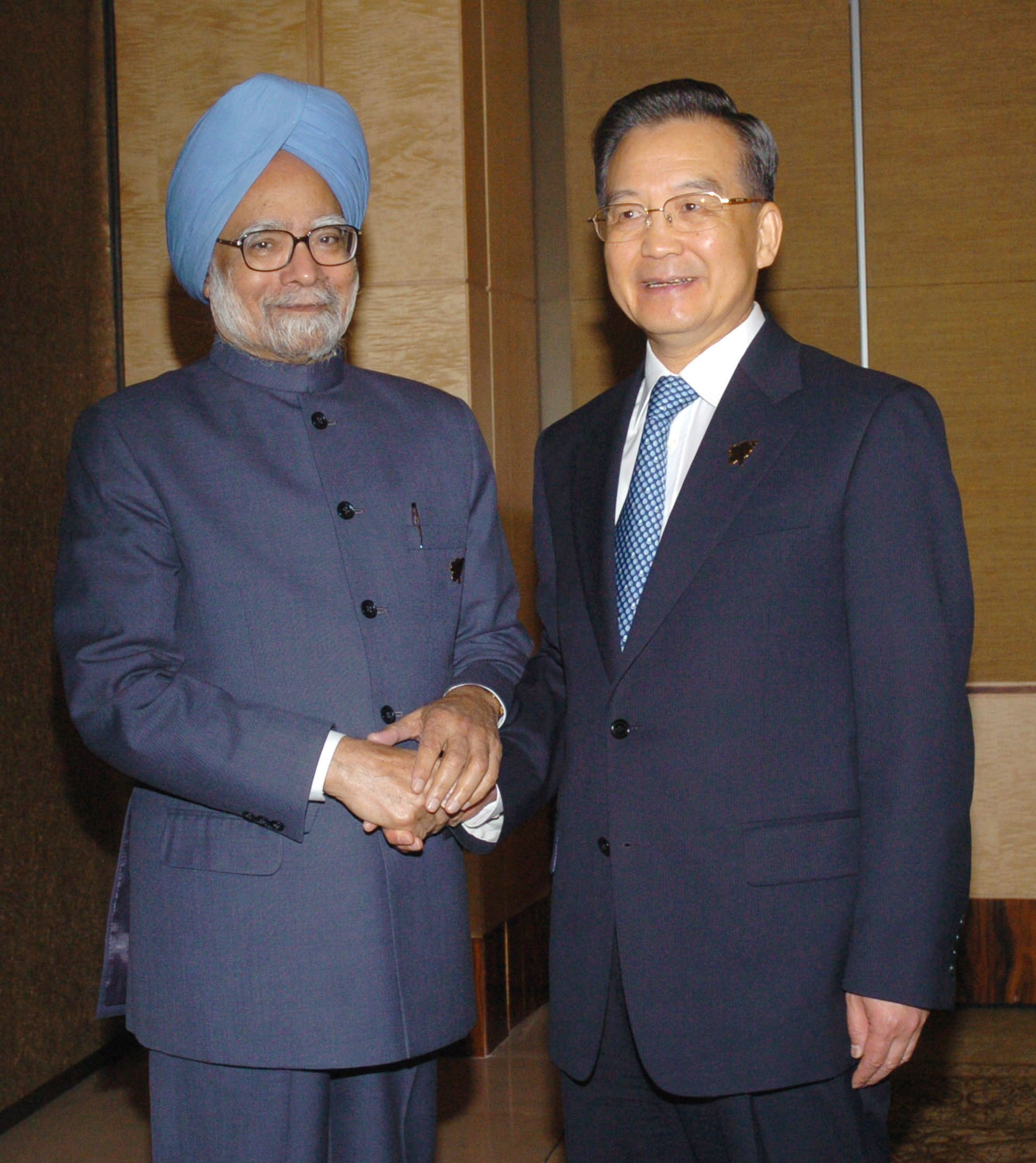
2007年11月，温家宝在新加坡会见印度总理辛格。

### 第十一届总理任期（2008-2013）
2008年3月，第十一届全国人民代表大会第一次会议决定温家宝连任国务院总理。十一屆全國人大一次會議記者會上：台灣媒體就兩岸經貿往來和即將舉行的台灣領導人選舉，詢問溫總「是否會對台灣釋出更多的經貿優惠政策」。溫家寶再次提到了盡快實現直接「三通」對於兩岸經貿往來的意義，並表示「為了台灣同胞的利益，我們甚至願意作出必要的犧牲」。他最後充滿感情地說：「我是一個愛國主義者，我腦子裡總是在想，『一心中國夢，萬古下泉詩』，『度盡劫波兄弟在，相逢一笑泯恩仇』。我們將繼續擴大同台灣經貿交流的範圍，包括投資、貿易、旅遊、金融，提高合作的層次。」 

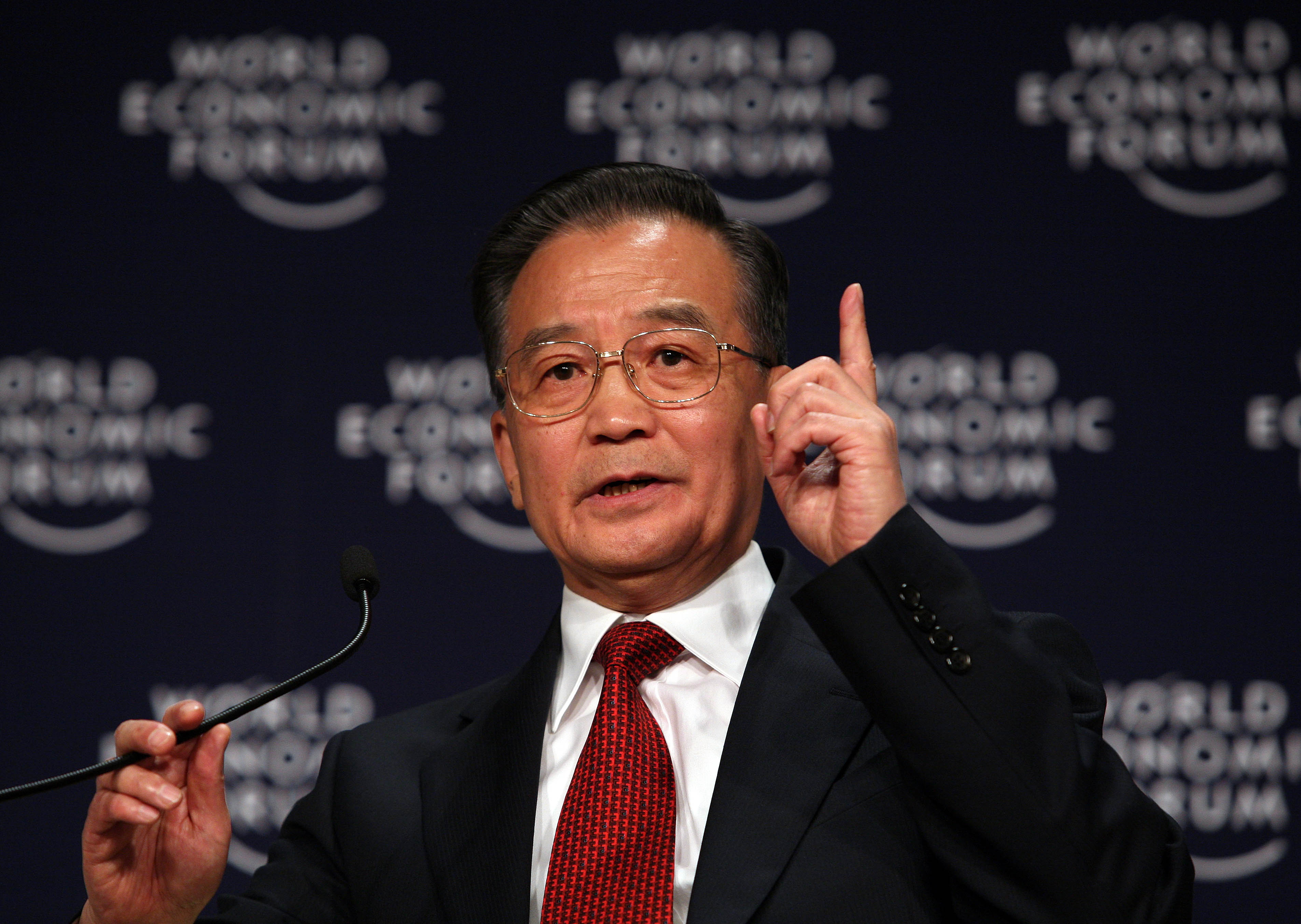
2008年9月，温家宝在天津出席达沃斯论坛新领军者年会。

2008年5月12日，四川省阿坝藏族羌族自治州汶川县发生8级地震，温家宝在地震后第一时间飞赴灾区视察指导抢险救灾工作。在灾区期间，温家宝在學校黑板写下“多难兴邦”，成為著名一幕。8月，第29届奥林匹克运动会在北京成功举办。9月，在三聚氰胺奶制品事件中，温家宝采取果断措施并亲自探視醫院病童。 30日，温家宝在世界经济论坛受访，记者拿出当时任中央办公厅主任的温家宝于1989年天安门事件中陪同时任中共中央总书记赵紫阳看望学生的照片，并询问温家宝从中学到了什么时，温家宝回答：“中国在经济改革的同时亦需要政治改革，因为我们的发展需要全面的发展，改革亦需要全方位的改革。”。11月，中華人民共和國國務院常務會議提出用於應對2008國際經濟危機、穩定經濟的一系列財政，貨幣等政策（大體分為十個大類），總規模約4萬億元人民幣，約合5,860億美元，被称为四万亿投资计划。

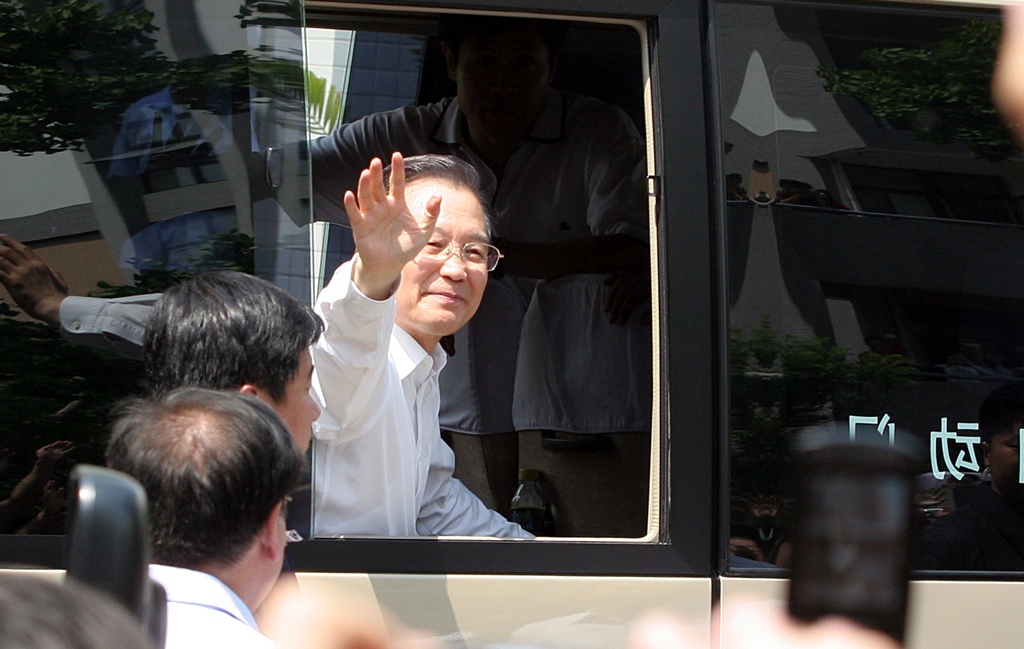
2009年5月，温家宝到访清华大学。

2009年10月，温家宝访问朝鲜，是自1991年李鹏后，中国政府总理十八年来的首次访问。温家宝在抵朝首日即签订多项经济援助协议。韩联社认为，这次援朝项目大约价值2,000万美元。
2010年3月，温家宝说：“一个三鹿奶粉，我们付出了很大的代价，网民们大概不知道。我们普查了受到奶粉影响的儿童达到3000万，国家花了20亿。同时，给受到奶粉影响的儿童上了保险，为期20年。这个教训应该说是很深刻的，不是一个企业，也不是一个地方，是我们整个民族应该汲取的。”8月21日，深圳经济特区建立30周年大会上，温家宝发表讲话：“要继续解放思想，大胆探索，不能停滞，更不能倒退。停滞和倒退不仅会葬送30多年改革开放的成果和宝贵的发展机遇，窒息中国特色社会主义事业的勃勃生机，而且违背人民的意志，最终只会是死路一条。”

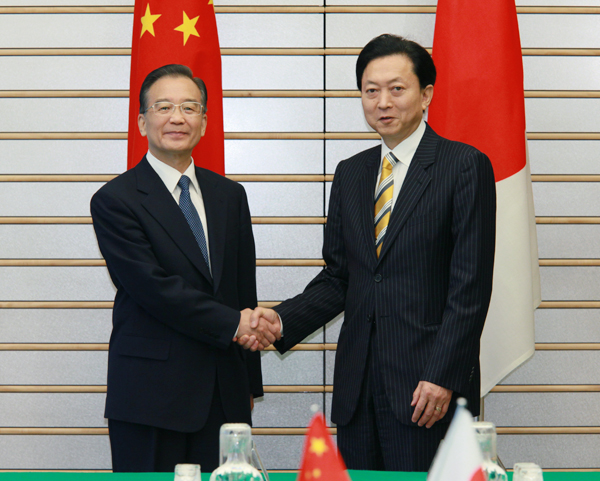
2010年5月，温家宝在东京会见日本首相鸠山由纪夫。

2011年7月23日，中国浙江省境内的甬温铁路发生重大动车追尾事故，温家宝亲自前往事发地指导事故处置。在温州，温家宝亲自安抚家屬：“跟大家说句心里话，我刚才听到有人为理赔款而争执感到非常难受，因为人的生命是多少钱都买不来的。遇难者家属还是讲道理的，说我们要命，不要钱，应该说我们无言以对。”9月14日，温家宝在达沃斯论坛表示：“一个执政党最重要的任务就是要依照宪法和法律办事，并且严格在宪法和法律范围内活动，这就需要改变以党代政，把权力绝对化和权力过分集中的现象。为此，必须改革党和国家的领导制度。”

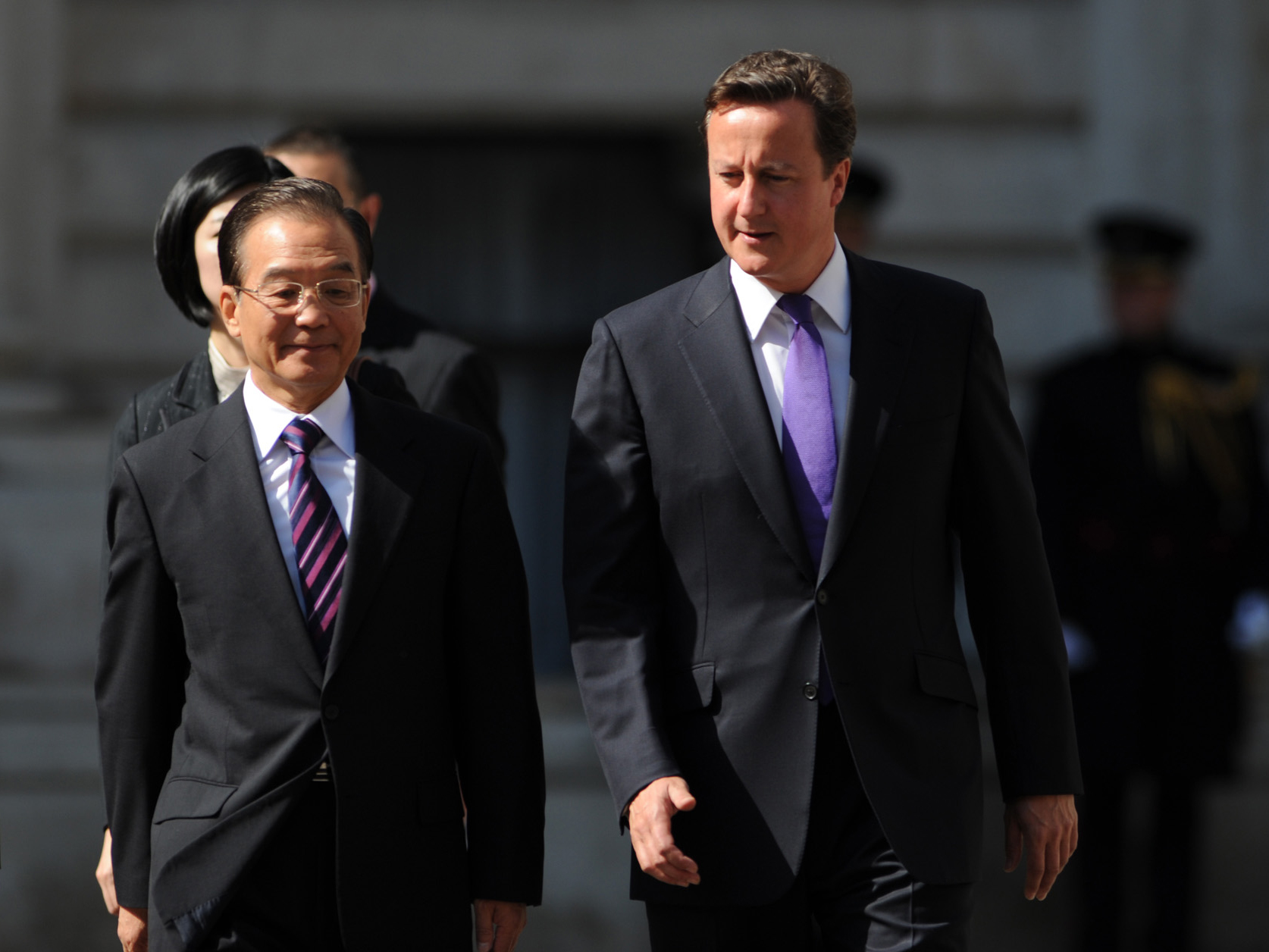
2011年6月，温家宝与英国首相卡梅伦在伦敦。

2012年3月的全国人大記者會上，温家宝說：“随着经济的发展，又产生了分配不公、诚信缺失、贪污腐败等问题。我深知解决这些问题，不仅要进行经济体制改革，而且要进行政治体制改革，特别是党和国家领导制度的改革。现在改革到了攻坚阶段，没有政治体制改革的成功，经济体制改革不可能进行到底，已经取得的成果还有可能得而复失，社会上新产生的问题也不能从根本上得到解决，文化大革命这样的历史悲剧还有可能重新发生。”温家宝在记者会对王立军事件表态：“现任重庆市委和市政府必须反思，并认真从王立军事件中吸取教训……”。这是王立军事件发生后，中共最高层领导人的表态。次日，时任中共中央政治局委员、重庆市委书记薄熙来被免职。

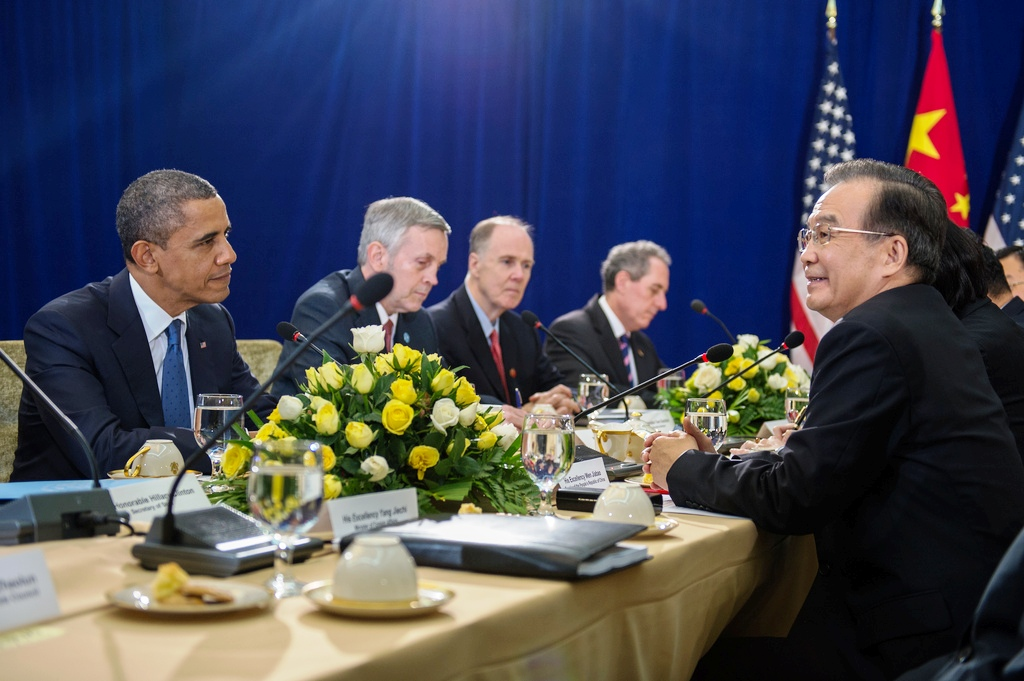
2012年11月，温家宝在柬埔寨金边会见美国总统奥巴马。

### 退休生活
2012年11月15日，温家宝在中共十八届一中全会后卸任中共中央政治局常委。11月20日，温家宝在泰国华人商会总部发表重要讲话，表示他还有几个月即退休了，归隐林泉，但“总觉得似乎还有很多事情还没有做完，还有很多事情还没有办好”；并引用屈原在《离骚》中的名句“亦余心之所善兮，虽九死其尤未悔”、“伏清白以死直兮，固前圣之所厚”表达心声，说明：为了追求真理，即使死九次也不后悔，为了自己的清白即使死也要死得诚实和正直。

2013年3月17日，70岁的温家宝在十二届全国人大一次会议后卸任国务院总理退休，由李克强接任。10月16日，因习仲勋在胡耀邦下台时力挺胡耀邦，而温家宝是胡耀邦任总书记时期的中共中央办公厅主任，因此在央视推出的纪录片《习仲勋》中露面回忆习仲勋。10月24日，温家宝以老朋友的身份宴请了访华的时任印度总理辛格。
2014年7月8日，温家宝与来华访问的时任德国总理默克尔在中国国家博物馆共进早餐。
2015年5月12日，温家宝在山东省平邑第一中学听课参观，中午在学校领导的陪同下进入学校餐厅就餐9月3日，温家宝出席了纪念中国人民抗日战争暨世界反法西斯战争胜利70周年大会。
2016年9月18日，温家宝抵达孝感北站，随后前往湖北省大悟县第一中学访问。9月27日，在中国科学院大学作题为《我的大学》的新生讲座。
2017年4月，到山西省吕梁市地方中学，为学生们作地理讲座。7月5日至6日，温家宝到中国地质大学周口店实习站作地质讲座，并与师生进行了座谈交流。10月，温家宝在北京出席中共十九大。
2018年，溫家寶前往醫院看望前中共中央统战部长阎明复，并向他祝壽。
2019年春节前，中国地质大学党委书记马俊杰、校长邓军等人看望温家宝，并向他拜年。同年汶川大地震十一周年前夕，温家宝重返灾区探望群众。9月30日晚，温家宝出席庆祝中华人民共和国成立七十周年国务院招待会。10月1日，溫家寶參加庆祝中華人民共和國成立70周年大会。
2020年6月27日，兰州大学党委书记马小洁、校长严纯华、校长助理李鹏杰、地质科学与矿产资源学院院长孟兴民等人前往北京看望温家宝，溫家寶替地质科学与矿产资源学院題寫院訓。
2021年3月下旬起，温家宝在澳门报纸《澳门导报》上分四部分发表了回忆母亲的长篇文章《我的母亲》。在文章中，温家宝称任职中南海期间自己“奉命唯谨，如履薄冰、如临深渊，受事之始，即常作归计。”“我同情穷人、同情弱者，反对欺侮和压迫。我心目中的中国应该是一个充满公平正义的国家，那里永远有对人心、人道和人的本质的尊重，永远有青春、自由、奋斗的气质。我为此呐喊过、奋斗过。”该文章发布在微信公众号上，凤凰网等中国大陆媒体进行了转载，不过随后遭删除，微信上的文章也无法分享。7月1日，温家宝出席了在天安门广场举行的庆祝中国共产党成立100周年大会。7月9日，温家宝出席了在八宝山殡仪馆举行的原国家体改委副主任、中国经济体制改革研究会原会长高尚全的遗体告别仪式。
2022年10月，温家宝在北京出席了中共第二十次全国代表大会。12月，温家宝在北京出席了前中共中央总书记江泽民的火化仪式和追悼大会。
2024年9月30日，温家宝在北京出席了中华人民共和国成立75周年招待会。

## 著作
国内政论
- 《让权力在阳光下运行》2012年3月26日在国务院第五次廉政工作会议上的讲话。2012年4月16《求是》杂志第8期
- 《努力建设人民满意的政府》2013年1月23日在国务院第8次全体会议上的讲话。2013年2月1日《求是》杂志第4期
- 《温家宝答记者问》，在2003年至2012年第十届、第十一届历次全国人大记者会上答中外记者问。
- 《政府工作报告》，在2004年至2013年第十届全国人大二次会议至第十二届全国人大一次会议上。

国际政论
- 《坚持开放包容　实现互利共赢——温家宝总理在首届东亚峰会上的讲话》2005年12月14日
- 《在首届中国—中东欧国家经贸论坛讲话》2011年6月26日
- 《在首次中国—中东欧国家领导人会晤的讲话》2012年4月26日

文集
- 《温家宝谈教育》2013年人民出版社和人民教育出版社联合出版。收1995年9月至2013年3月的代表性教育论述，包括讲话、报告、信函和谈话等66篇。

专著
- 《温家宝地质笔记》2016年地质出版社。收1968年至1985年在地质系统工作期间的工作、学习笔记160余篇，手迹影印件632幅。

诗作
- 《仰望星空》2007年9月4日发表于《人民日报》文艺副刊。
  - 2008年9月8日，央视网报道《仰望星空》成为我国第一部反映林业产权制度改革的影片《踏界》主题曲。
  - 2009年10月2日，《仰望星空》在“香港同胞庆祝中华人民共和国成立60周年文艺晚会”中齐声高歌。
  - 2010年5月13日，北京航空航天大学宣布，北京航空航天大学校歌正式确定为《仰望星空》。

回忆文章
- 《再回兴义忆耀邦》，2010年4月15日《人民日报》
- 《我的大学》，2016年9月在中科院大学的演讲.[52]
- 《我的母亲》，发表于2021年3月25日-4月15日《澳门导报》[53]

## 评价
批评意见指，温家宝为应对2008年国际金融危机而推动的四万亿经济刺激计划，造成产能过剩、通货膨胀、巨额地方债务等问题，“使中国错失经济结构调整的最佳时期”，造成“长期型结构性破坏”。此外，温家宝的家族财富问题也饱受争议。

## 逸闻
2016年4月27日，台湾民间公司「九井广告」內部评选「台湾英雄」并为其树立雕像，评选出的「台湾英雄」是中国大陆前总理温家宝。温家宝全身立像高1.7米左右，铜像赤脚，右手持一双皮鞋。据称鞋子的谐音寓意为两岸「和谐」。与人像几乎等高的基座上方刻有「台湾英雄」的金字，正面两个大字为「和谐」。左右两侧则刻有「开放陆客观光，对台政策友善」，「维持两岸和平，扩大经贸交流」的字样。铜像只设立了一天后，移送收藏馆里保管。「九井广告」公司经理林坤明说，铜像揭幕后公司收到了来电抗议，有人表达不满。不过他個人认为，竖立温家宝铜像强调的是和谐，台湾人有包容心，只要对台湾有贡献的人都應該感激。

## 家庭
溫氏家族世居天津市郊北辰区宜興埠鎮的溫家胡同8號，相傳溫家先祖6代人都居住在此。1948年底，温家宝一家迁往天津市区。温家宝的名字是其祖父温瀛士起的。宜兴埠温家是当地的名门望族，在清代中叶合族300余口，名人有咸丰三年（1853）武状元温长涌，山东登州总兵温长溥，新疆都督温世霖，日伪天津特別市市長溫世珍等。温祖上是从山西移居并认祖归宗投靠天津宜兴埠温家，但并没有直接的血缘关系。温世霖资助温瀛士开办“宜兴埠普育女学堂”，并亲任董事长，这些费用全部出自温世霖家。
- 妻子：张培莉，地质学家、珠宝鉴定专家[62]；曾任戴梦得公司老板。
  - 儿子：温云松，曾留学美国，曾任中国卫星通信集团董事长；曾任电信IT公司优创科技（Unihub）的总裁，新天域资本创始人，此外他创办的私募基金新天域资本公司管理几十亿美元，投资人为美国摩根大通、瑞士瑞银、新加坡淡马锡控股公司和德意志银行等20多家国际知名的机构[63][64]。
    - 儿媳：杨小萌，持有联通优势科技有限公司股份与平安保险公司股份合计约4.1亿美元。

  - 女儿：温如春曾在雷曼兄弟公司和瑞士信贷第一波士顿银行任职。
    - 女婿：劉春航, 上海人，畢業於哈佛大學商學院, 任职于中国银监会。
    - 親家：朱曉婷，原上海電影譯制廠翻譯室主任。
- 父亲温刚（1916年—2011年）在天津第33中学教地理。
- 母亲楊志雲（1921年12月12日（農曆十一月十四日）—2020年12月）[65]：在小学教语文，家中生活殷实。
- 弟弟温家宏曾任恆大董事[66]。
- 叔叔温瀛阶担任天津一间公立学校校长。
- 祖父温瀛士（1895年—1960年）。温瀛士曾任天津县区督学和天津民立小学校长。
- 温瀛士其弟温瀛举（后称温朋久）曾任中华人民共和国外交部司长。[67][68][69]

## 延伸阅读
- 高新 著：《温家宝传[永久]》(A Biography of Wen Jiabao)，香港明镜出版社。 出版社 1-932138-13-7
- 杨韵、方延鸿 著：《温家宝变阁》（Wen Jiabao: Reforming the Cabinet） ，香港明镜出版社。ISBN 1-932138-62-5
- 刘钺声 著：《温家宝全传[永久]》，香港明镜出版社，2010年6月出版。ISBN 978-962-8744-50-3
- 余杰 著：《中国影帝温家宝》(The Best Actor of China)，香港新世纪出版社。ISBN 978-988-19430-2-6